# Тереза, графиня Гвиччиоли
Тереза Франсуаза Олимпия Гамба (итал. Thérèse Françoise Olympe Gamba, в браке — графиня Гвиччиоли, 1800—1873) — итальянская аристократка девятнадцатого века, известная своими любовными похождениями.

## Биография
Родилась в 1800 году в Равенне, в семье графа Руджеро Гамба. Получила образование в монастыре Святой Клары и в 1818 году, в возрасте 17 лет, вышла замуж за графа Александра Гвиччиоли, который был старше неё на 40 лет и к этому времени уже успел дважды овдоветь. В апреле 1819 года Тереза познакомилась с лордом Байроном, который в это время жил в Италии и работал над поэмой «Дон Жуан», и у них начался бурный роман. Графиня вынуждена была уехать с мужем в Равенну, куда вслед за ней поехал и Байрон, затем они переехали в Мира. Тереза подала на развод с графом Гвиччиоли, который мог состояться лишь с санкции папы римского. 12 июля 1820 года папа Пий VII дал согласие на развод при условии, что Тереза вернётся в дом к родителям и будет жить там, а не со своим любовником. Граф Гвиччиоли после развода с женой прожил ещё 12 лет и умер в 1832 году.
С 1821 года Тереза поселилась у отца в Равенне, но в этом же году отец и брат Терезы — графы Гамба, замешанные в политическом скандале, должны были покинуть Равенну вместе с Терезой. Байрон последовал за ними в Пизу, где жил под одной крышей с графиней. В сентябре 1822 года тосканское правительство выслало графов Гамба из Пизы, и Байрон последовал за ними в Геную. Байрон жил с Терезой вплоть до своего отъезда в Грецию в 1823 году, и в это время очень много писал. Впоследствии Тереза издала мемуары об этом периоде своей жизни под названием «Жизнь лорда Байрона в Италии».
В начале 1825 года Тереза стала любовницей драматурга Генри Эдварда Фокса, сына барона Холланда, в 1838 году — любовницей академического музыканта Ипполита Коле. 15 декабря 1847 года в Париже Тереза вышла замуж за французского политика Илера Этьена Октава Руайе де Буасси.
В 1866 году, после смерти мужа, Тереза Франсуаза Олимпия Каспера Гамба Буасси вернулась в Италию, где скончалась 21 марта 1873 года во Флоренции.